# Bahnhof Kinjō-futō
Der Bahnhof Kinjō-futō (jap. 金城ふ頭駅, Kinjō-futō-eki) ist ein Bahnhof auf der japanischen Insel Honshū. Er wird von der Bahngesellschaft Nagoya Rinkai Kōsoku Tetsudō betrieben und befindet sich in der Präfektur Aichi auf dem Gebiet der Stadt Nagoya.

## Verbindungen
Kinjō-futō ist die südliche Endstation der Aonami-Linie der Bahngesellschaft Nagoya Rinkai Kōsoku Tetsudō. An Werktagen verkehren die Züge tagsüber alle 15 Minuten zum Bahnhof Nagoya, während der Hauptverkehrszeit alle zehn Minuten. An Wochenenden gibt es je nach Tageszeit einen 12- oder 15-Minuten-Takt. Hinzu kommen Nonstop-Züge bei Großveranstaltungen, die nicht im regulären Fahrplan aufgeführt sind und ohne Zwischenhalt bis Nagoya verkehren.

## Anlage
Der Bahnhof steht im Stadtteil Kinjōfutō, der zum Bezirk Minato-ku gehört und die gleichnamige, im Hafen von Nagoya gelegene Insel umfasst. Zwar ist die Insel unbewohnt, sie ist aber Standort mehrerer Touristenattraktionen und Gebäude, die den ganzen Tag über viel Verkehr generieren. Dazu gehören die Messehalle Nagoya International Exhibition Hall, der Themenpark Legoland Japan Resort mit dem angeschlossenen Schauaquarium Sea Life, das Einkaufszentrum Maker's Pier, das Eisenbahnmuseum SCMaglev and Railway Park, die Sporthalle Nagoya Kinjo Pier Arena und ein Möbelhaus.
Die auf einem Viadukt befindliche Anlage ist von Nordosten nach Südwesten ausgerichtet und umfasst zwei Gleise, die beide dem Personenverkehr dienen. Diese liegen an einem überdachten Mittelbahnsteig. Als einziger Bahnhof der Aonami-Linie ist Kinjō-futō mit Bahnsteigtüren ausgestattet. Treppen, Rolltreppen und Aufzüge stellen die Verbindung zum Empfangsgebäude her, das unter dem Viadukt angeordnet ist. Trotz der Lage am Streckenende ist Kinjō-futō kein echter Kopfbahnhof, sondern ist als Durchgangsbahnhof konzipiert; die Gleise reichen einige Meter über das südliche Bahnsteigende hinaus.
Im Fiskaljahr 2019 nutzten durchschnittlich 4008 Fahrgäste täglich den Bahnhof (wobei die Zahl je nach Veranstaltung stark schwankt).

## Bilder

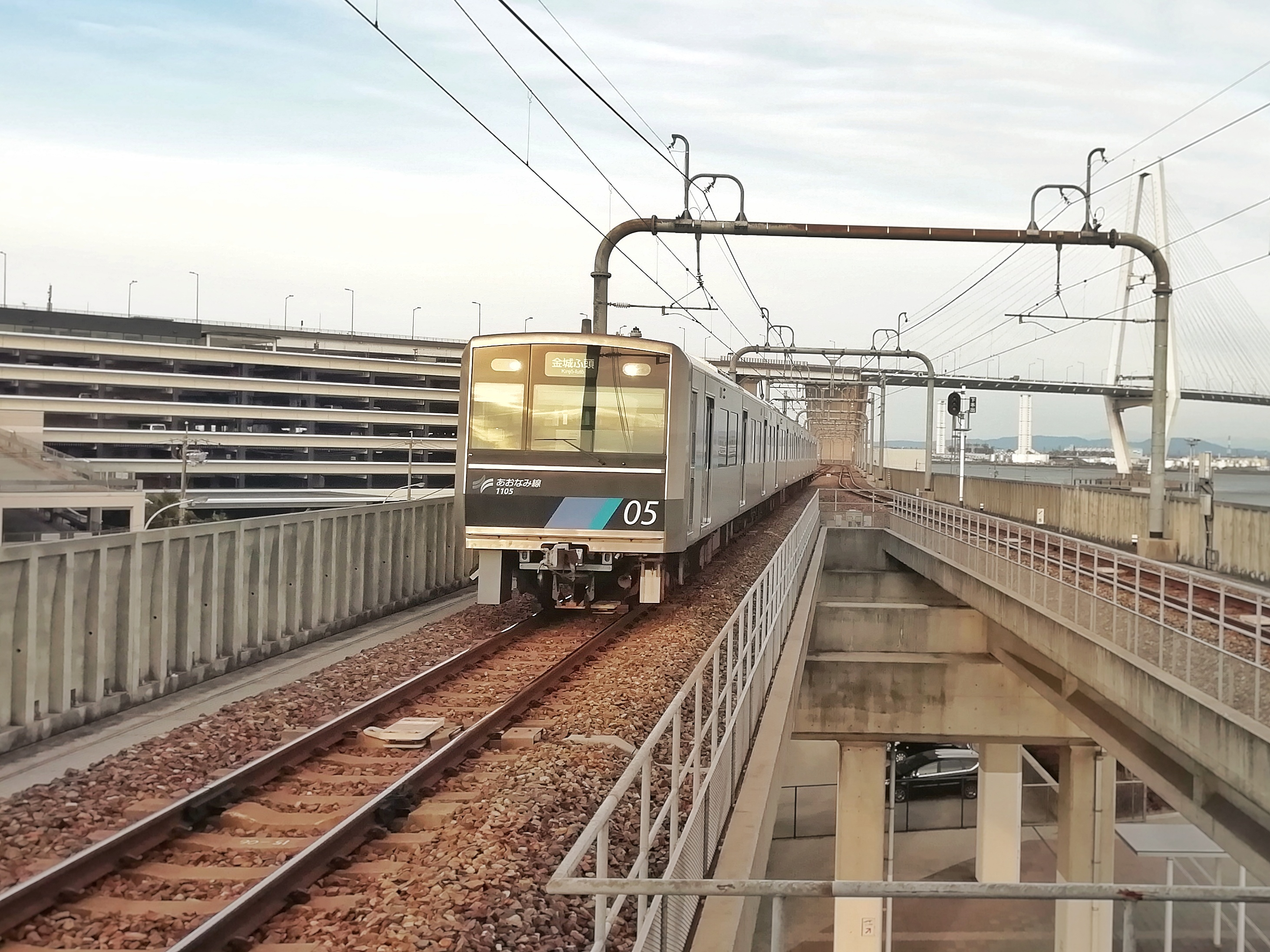
Ansicht des Viadukts
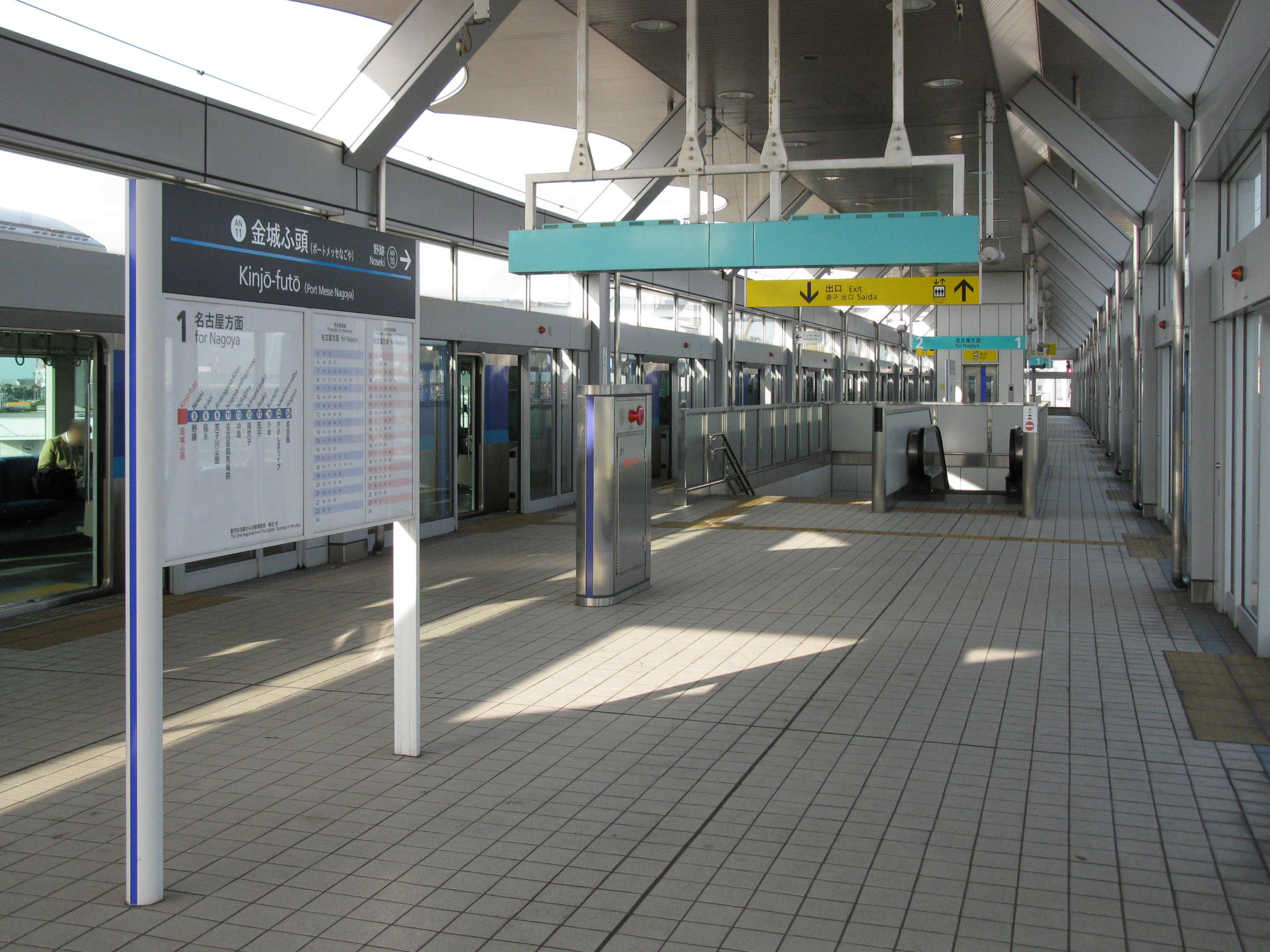
Bahnsteig
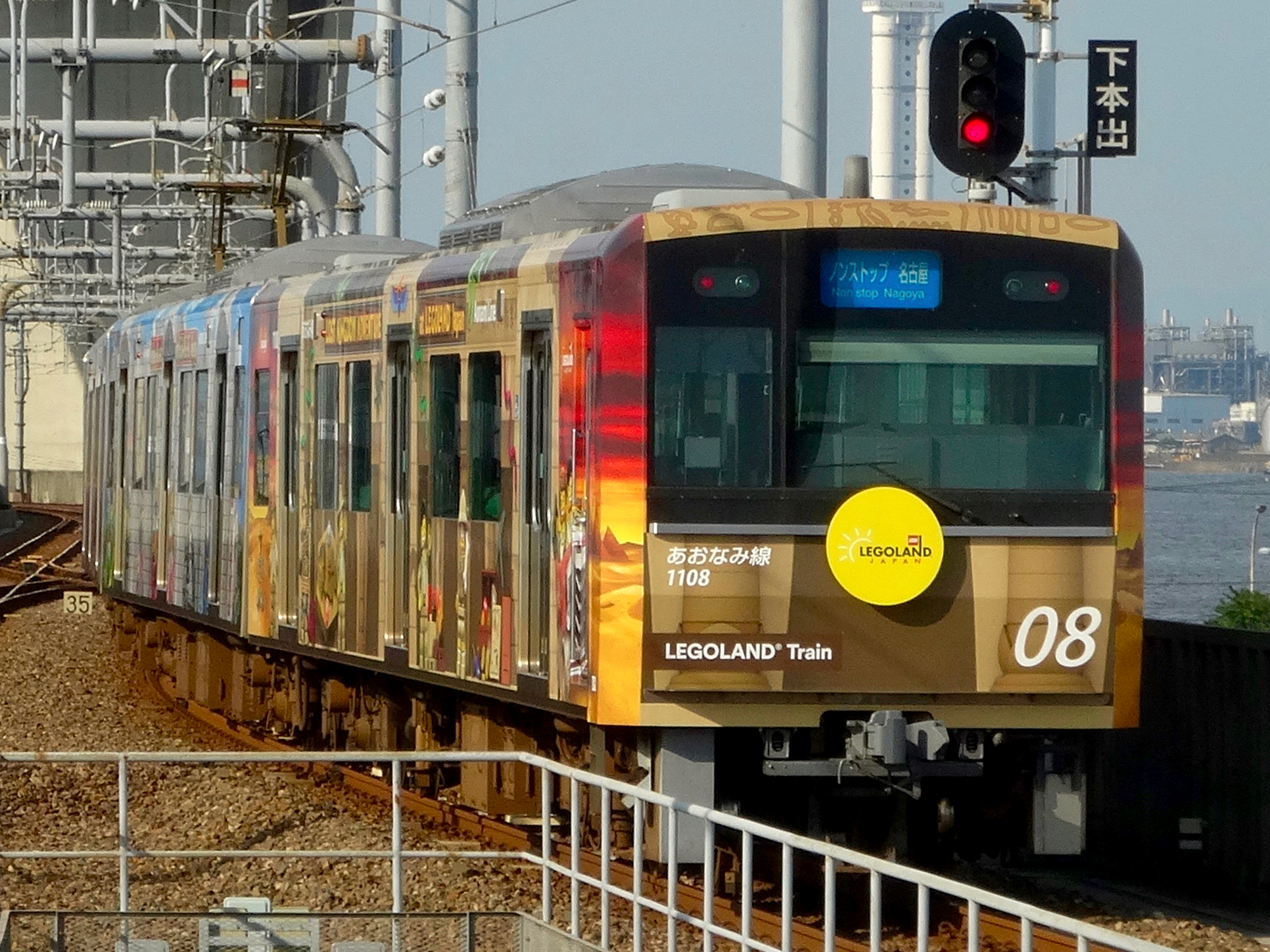
Abfahrender Zug mit Legoland-Werbelackierung
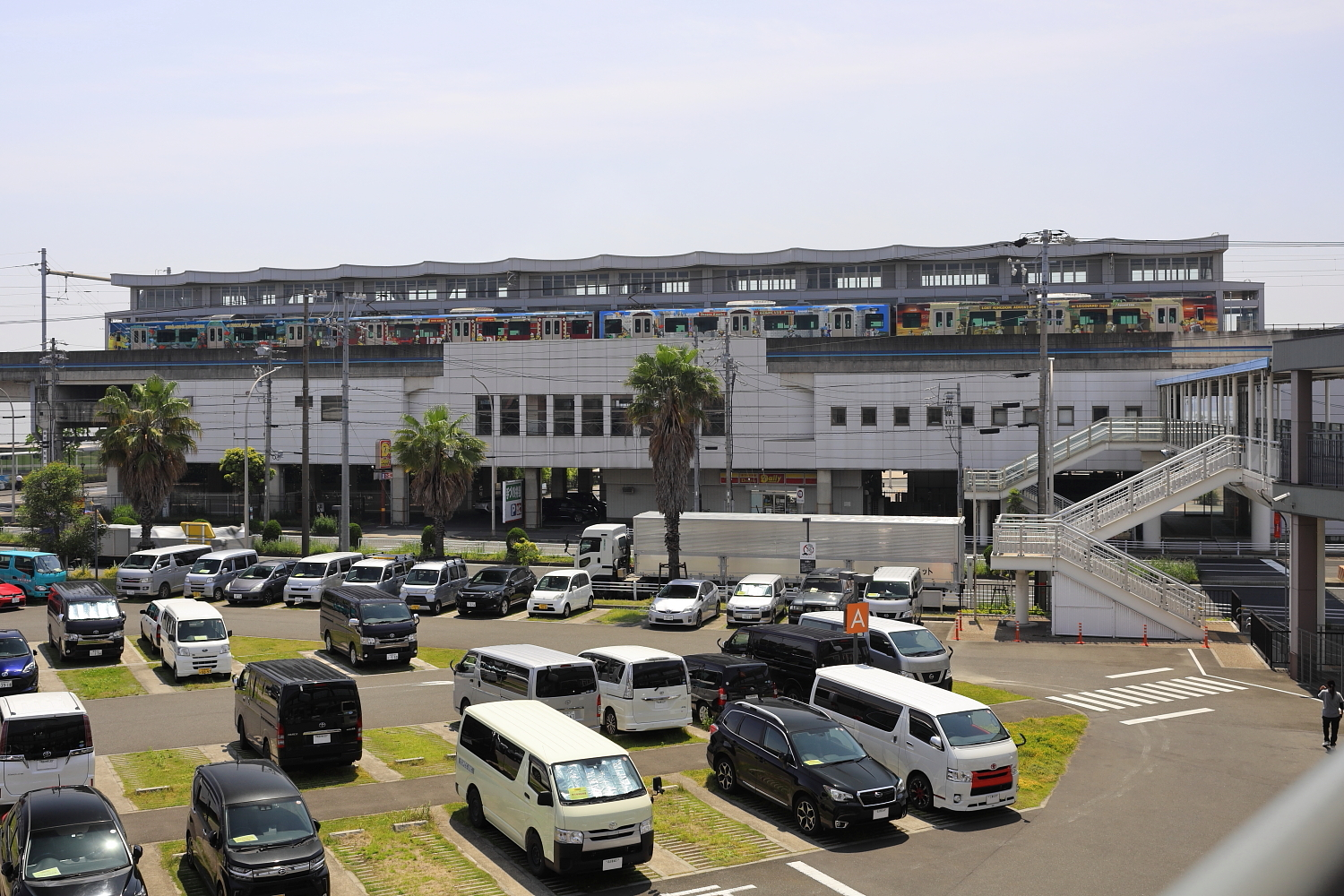
Blick auf den Bahnhof Kinjō-futō (Mai 2022)

## Linien
| Verlauf der Aonami-Linie |
| --- |
| Nagoya • Sasashima-raibu • Komoto • Arako • Minami-Arako • Nakajima • Kōhoku • Arakogawa-kōen • Inaei • Noseki • Kinjō-futō |

## Geschichte
Die Eröffnung des Bahnhofs erfolgte am 6. Oktober 2004, zusammen mit der ganzen Aonami-Linie zum Bahnhof Nagoya.